# Abe Dau
Abe Dau (Ab Daw) é uma vila do Afeganistão, localizada na província de Badaquexão. Historicamente, a maioria de sua população é composta por tajiques.